# Liste der Naturdenkmale in Rödern (Hunsrück)
Die Liste der Naturdenkmale in Rödern nennt die im Gemeindegebiet von Rödern ausgewiesenen Naturdenkmale (Stand 13. Mai 2024).

## Ehemalige Naturdenkmale
| Nr. | Bezeichnung | Lage                               | Beschreibung                                 | Bild                                    |
| --- | ----------- | ---------------------------------- | -------------------------------------------- | --------------------------------------- |
|     | Birke       | nördlich des Ortes an der K 9 Lage | Betula sp.; Rechtsverordnung 1981 aufgehoben | Direkt Bild zu diesem Denkmal hochladen |